# Kovács Virág (színművész)
Kovács Virág (Zalaegerszeg, 1995. június 2. –) magyar színésznő.

## Élete
2010-től 2014-ig a Pécsi Művészeti Gimnázium és SZKI. tanulója volt, majd 2014-től 2017-ig a  Bánfalvy Ági Színészképzőben tanult. 2017-től a Hevesi Sándor Színház tagja. 2024-ben összeházasodott D. Varga Ádám színművésszel.

## Színházi szerepei
| Darab                                       | Szerep                                   | Rendező                    | Színház                        | Bemutató             |
| ------------------------------------------- | ---------------------------------------- | -------------------------- | ------------------------------ | -------------------- |
| Olivér!                                     | Árva                                     | Krámer György              | Hevesi Sándor Színház          | 2009. október 2.     |
| A Pál utcai fiúk                            | Lány                                     | Mihály Péter               | Hevesi Sándor Színház          | 2010. március 26.    |
| Originál Lager                              | Szereplő                                 | Sramó Gábor                | Pécsi MÜSZI Csoport            | 2013. 03. 17.        |
| Kórház-Bakony                               | Szereplő                                 | Tóth Zoltán                | Pécsi MÜSZI Csoport            | 2014. június 29.     |
| Evita                                       | Szereplő                                 | Böhm György                | Hevesi Sándor Színház          | 2017. október 20.    |
| Pán Péter                                   | Tigrisliliom/ Tündérudvarhölgy           | Bereczki Csilla            | Hevesi Sándor Színház          | 2018. január 24.     |
| Az ügynök halála                            | Letta                                    | Lukáts Andor               | Hevesi Sándor Színház          | 2018. március 2.     |
| Képzelt riport egy amerikai popfesztiválról | Lány                                     | Bal József                 | Hevesi Sándor Színház          | 2018. április 13.    |
| Szép nyári nap                              | Papp Margit                              | Tompagábor Kornél          | Kvártélyház Szabadtéri Színház | 2018. augusztus 3.   |
| Isten pénze                                 | Fanny                                    | Moravetz Levente           | Hevesi Sándor Színház          | 2018. október 19.    |
| Abigél                                      | Murai Tünde                              | Pozsgai Zsolt              | Hevesi Sándor Színház          | 2019. február 22.    |
| Lili bárónő                                 | Illésházy Krisztina Grófnő               | Tompagábor Kornél          | Kvártélyház Szabadtéri Színház | 2019. augusztus 2.   |
| Zrínyi 1566                                 | Kata                                     | Moravetz Levente           | Hevesi Sándor Színház          | 2019. október 11.    |
| Óz                                          | Dorka                                    | Tompagábor Kornél          | Hevesi Sándor Színház          | 2019. november 6.    |
| Augusztus Oklahomában                       | Jean Fordham                             | Funtek Frigyes             | Hevesi Sándor Színház          | 2019. december 6.    |
| A félőlény                                  | Félőlény                                 | Farkas Ignác               | Hevesi Sándor Színház          | 2020. szeptember 16. |
| Sose halunk meg                             | Évike                                    | Koltai Róbert, Gaál Ildikó | Hevesi Sándor Színház          | 2020. október 9.     |
| Elnémult harangok                           | Rózi, cselédlány                         | Farkas Ignác               | Hevesi Sándor Színház          | 2021. május 14.      |
| Boeing, Boeing                              | Jacqueline                               | Besenczi Árpád             | Hevesi Sándor Színház          | 2021. szeptember 10. |
| Érettségi                                   | Jeney                                    | Farkas Ignác               | Hevesi Sándor Színház          | 2021. november 12.   |
| Cigánykerék                                 | Ezüst, prostituált                       | Böhm György                | Hevesi Sándor Színház          | 2021. október 15.    |
| A fejedelem                                 | Cinka Panna                              | Moravetz Levente           | Hevesi Sándor Színház          | 2021. december 17.   |
| Közel a jóhoz                               | Szereplő                                 | D. Varga Ádám              | Hevesi Sándor Színház          | 2022. január 27.     |
| Egy bolond százat csinál                    | Betty                                    | Lendvai Zoltán             | Hevesi Sándor Színház          | 2022. április 29.    |
| Meseautó                                    | Sári                                     | Tompagábor Kornél          | Kvártélyház Szabadtéri Színház | 2022. július 29.     |
| A tanú                                      | Gizike                                   | Böhm György                | Hevesi Sándor Színház          | 2022. szeptember 30. |
| A Noszty fiú esete Tóth Marival             | Tinka, Brozik leánya / Matild kisasszony | Farkas Ignác               | Hevesi Sándor Színház          | 2022. november 11.   |
| Bánk bán                                    | Melinda / Myska                          | D. Varga Ádám              |                                | 2022. december       |
| Tanulmány a nőkről                          | Egri Péterné, Zsuzsa                     | Besenczi Árpád             | Hevesi Sándor Színház          | 2023. március 24.    |
| Para                                        | Mohácsi Noémi                            | Mihály Péter               | Hevesi Sándor Színház          | 2023. június 5.      |
| Indul a bakterház                           | Rozi                                     | Böhm György                | Hevesi Sándor Színház          | 2023. október 13.    |
| A három sárkány                             | Ida                                      | Pataki András              | Hevesi Sándor Színház          | 2024. február 16.    |
| Becsvölgye                                  | Zöld Katika, levélkihordó                | Mihály Péter               | Hevesi Sándor Színház          | 2024. március 8.     |
| Annie, a kis árva                           | Mrs. Green/ Connie Boylan/ Sophie        | Böhm György                | Hevesi Sándor Színház          | 2024. április 12.    |
| Sárkányszív                                 | Mária                                    | Moravetz Levente           | Hevesi Sándor Színház          | 2024. október 11.    |
| Bőröndmese                                  | Bogi                                     | Gergely Róbert             | Hevesi Sándor Színház          | 2024.november 4.     |
| Életrevalók                                 | Elisa                                    | Funtek Frigyes             | Hevesi Sándor Színház          | 2024. november 22.   |
| Nyolc nő                                    | Catherine                                | Kis Domonkos Márk          | Hevesi Sándor Színház          | 2025. február 21.    |
| Hotel Menthol                               | Frufru                                   | Bakó Gábor                 | Hevesi Sándor Színház          | 2025. április 4.     |

## Díjak
- Terminátor-díj (2021)
- Cserebogár-díj (2021)